# NGC 6209
NGC 6209 é uma galáxia espiral (Sbc) localizada na direcção da constelação de Apus. Possui uma declinação de -72° 35' 12" e uma ascensão recta de 16 horas, 54 minutos e 57,7 segundos.
A galáxia NGC 6209 foi descoberta em 28 de Junho de 1835 por John Herschel.